# Stortjärnen (Arjeplogs socken, Lappland, 734893-159834)
Stortjärnen är en sjö i Arjeplogs kommun i Lappland och ingår i Skellefteälvens huvudavrinningsområde. Sjön har en area på 0,12 kvadratkilometer och ligger 487,3 meter över havet.

## Delavrinningsområde
Stortjärnen ingår i det delavrinningsområde (734980-159856) som SMHI kallar för Utloppet av Sikselet. Medelhöjden är 529 meter över havet och ytan är 18,19 kvadratkilometer. Räknas de 5 avrinningsområdena uppströms in blir den ackumulerade arean 106,95 kvadratkilometer. Märsabäcken som avvattnar avrinningsområdet har biflödesordning 3, vilket innebär att vattnet flödar genom totalt 3 vattendrag innan det når havet efter 295 kilometer. Avrinningsområdet består mestadels av skog (87 procent). Avrinningsområdet har 0,64 kvadratkilometer vattenytor vilket ger det en sjöprocent på 3,5 procent.